# Onthophagus reticuliger
Onthophagus reticuliger é uma espécie de inseto do género Onthophagus, família Scarabaeidae, ordem Coleoptera.
Foi descrita cientificamente por Frey em 1960.